# NGC 7274
NGC 7274 est une vaste (?) galaxie elliptique située dans la constellation du Lézard. Sa vitesse par rapport au fond diffus cosmologique est de 5 629 ± 26 km/s, ce qui correspond à une distance de Hubble de 83,0 ± 5,8 Mpc (∼271 millions d'al). NGC 7274 a été découverte par l'astronome français Édouard Stephan en 1876.
La distance de Hubble de NGC 7276 est égale à 83,51 ± 5,88 Mpc (∼272 millions d'al), presque la même que celle de NGC 7274. Ces deux galaxies forment sûrement une paire réelle de galaxies. D'ailleurs, la base de données NASA/IPAC mentionne dans la section classification que ces deux galaxies font partie du triplet WBL 681 mentionné dans une publication parue en 1999.
À ce jour, une seule mesure non basée sur le décalage vers le rouge (redshift) donne une distance d'environ 112,000 Mpc (∼365 millions d'al). Cette valeur est nettement à l'extérieur des valeurs de la distance de Hubble. Notons  que c'est avec la valeur moyenne des mesures indépendantes, lorsqu'elles existent, que la base de données NASA/IPAC calcule le diamètre d'une galaxie et qu'en conséquence le diamètre de NGC 7274 pourrait être d'environ 43,9 kpc (∼143 000 al) si on utilisait la distance de Hubble pour le calculer.